# Forme (imprimerie)
Pour les articles homonymes, voir Forme.

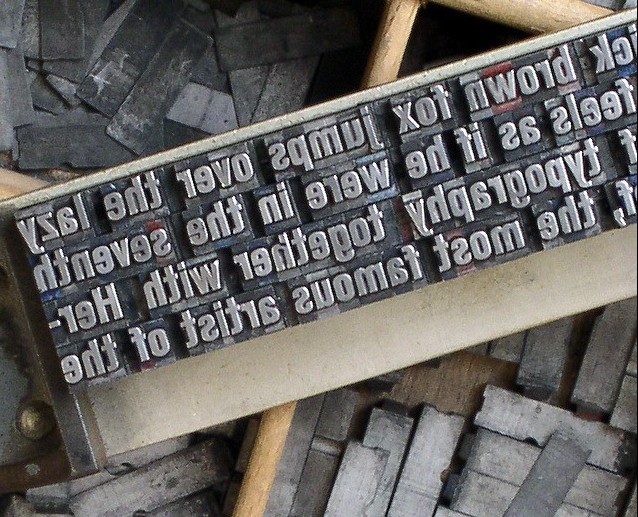
Composteur avec des caractères mobiles assemblés, qui constitueront la forme imprimante pour l'impression typographique.

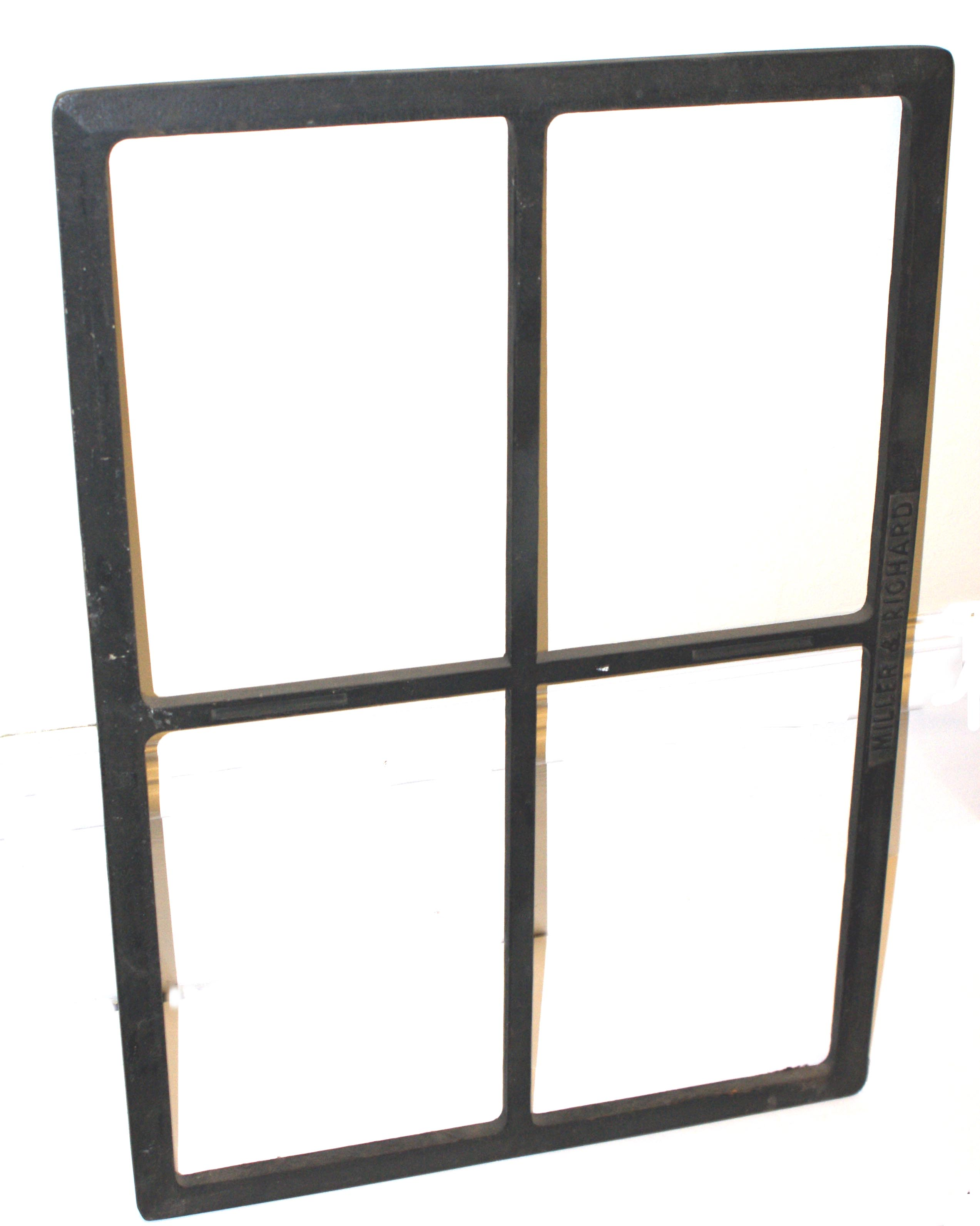
Châssis pour quatre formes imprimantes.

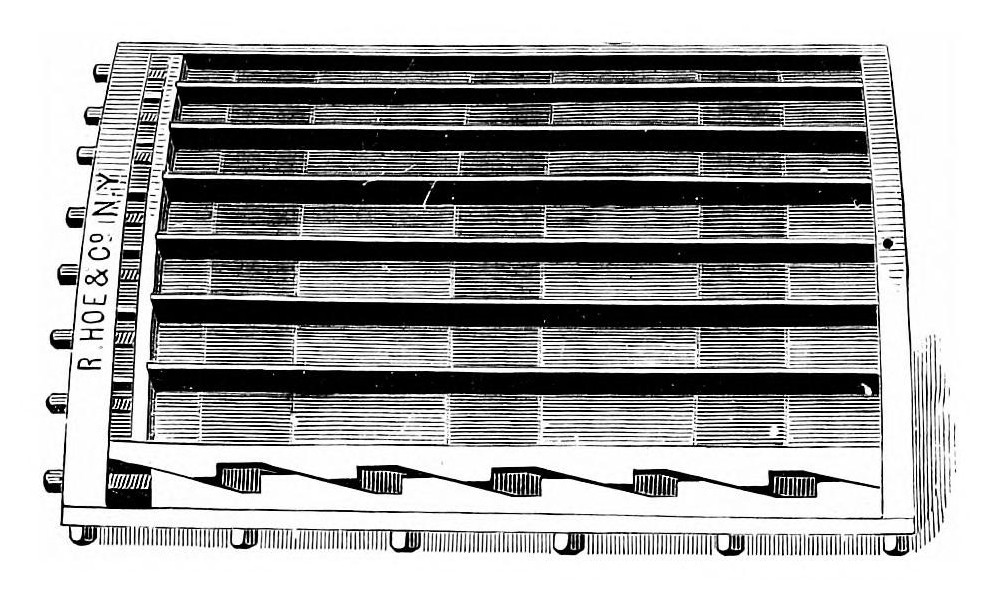
La « tortue » de Hoe : forme typographique incurvée pour s’adapter au cylindre de sa rotative.

La forme, forme imprimante ou forme d'impression, en imprimerie, est la partie qui reçoit l'encre et qui sert à imprimer. La forme peut être en relief (typographie, flexographie), en creux (héliogravure), à plat (lithographie, offset), en pochoir (sérigraphie), etc.

## Typographie
En typographie, procédé d'impression en relief positif, la forme est l'ensemble des caractères et des gravures en relief qui constituent le texte et les images (illustrations et photographies) d'une page. La forme repose sur le marbre, sorte de chariot mobile qui glisse sous la platine de la presse pour recevoir l'impression. La forme peut comprendre des gravures sur bois, sur caoutchouc ou sur métal, comme des vignettes ou des clichés typographiques, blocs portant en relief les illustrations ou les photographies réalisées en similigravure.
Les caractères en relief peuvent être mobiles, comme avec une Monotype, ou former des lignes de texte d'un seul tenant sur une machine Linotype. Les caractères en relief sont généralement en plomb typographique (alliage de plomb, d'étain et d'antimoine), mais des caractères en bois sont parfois utilisés dans les grands formats de lettre comme pour les affiches.
La forme unique (une seule page) ou multiple (deux ou quatre pages) est placée dans un châssis en métal qui assure son maintien pour le passage sous la platine de la presse.
La forme peut n'être qu'un seul cliché, réalisé en moulant une forme traditionnelle : ceci permet d'en reproduire plusieurs exemplaires pour réaliser un plus grand nombre d'impressions à moindre coût : c'est le cliché stéréotype, qui fut employé pour des tirages peu soignés, et qui a conduit le terme de « stéréotype » à un sens figuré péjoratif pour des idées répétées et sans originalité.
Le cliché unique est indispensable pour l'impression par presse rotative, utilisée principalement par les journaux. Dans ce cas, le cliché, toujours moulé sur une forme traditionnelle, par l'intermédiaire d'un « flan », empreinte en creux réalisée dans un carton souple, ou plus tard une matière plastique, est cintré pour s'adapter à un cylindre qui tourne en continu et imprime une bobine de papier. La rotative permet une grande rapidité par rapport à la presse typographique à cylindre, où la forme traditionnelle, plane, passe sous un cylindre qui assure la pression nécessaire. La forme est alors animée d'un mouvement de va-et-vient qui provoque des vibrations et des pertes d'énergie, du fait du poids considérable des caractères en plomb.

## Flexographie

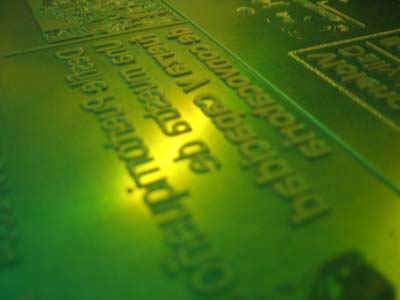
Forme imprimante en relief pour flexographie.

En flexographie, procédé d'impression semblable à la typographie dans son principe, la forme imprimante est un cliché en relief, à l'origine en caoutchouc, servant à des impressions simples comme celles des cartons d'emballage, sacs plastiques, etc. Elles sont maintenant en polymère ou céramique gravée au laser, qui lui permettent de pratiquer la quadrichromie et de concurrencer d'autres procédés comme l'héliogravure.

## Offset

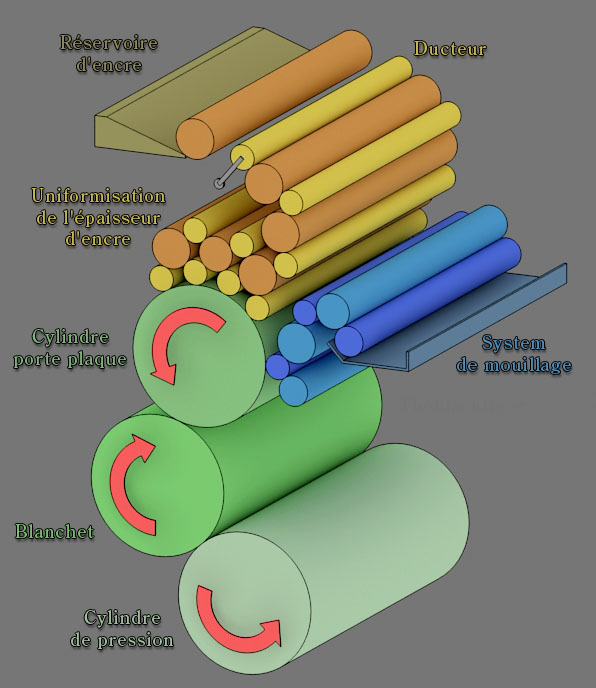
Schéma d'une presse offset. La forme imprimante (la plaque offset) se trouve sur le cylindre porte-plaque.

En offset, procédé d'impression à plat, la forme imprimante est constituée par une plaque offset souple, cintrée autour d'un cylindre, traitée par procédés photochimiques d'après des films transparents portant la composition à imprimer ou fabriquée directement par le procédé computer to plate ; pour l'impression en quadrichromie, ce sont donc quatre plaques offset qui sont nécessaires (cyan, magenta, jaune et noir). D’autres plaques peuvent s’ajouter pour des couleurs additionnelles (Pantone, par exemple) et les vernis de protection ou sélectifs.
Contrairement aux autres techniques, la plaque n'entre pas en contact directement avec le support d'impression (feuille de papier en général), mais avec un cylindre de caoutchouc, le blanchet (ou matière similaire) qui reporte l'impression sur le support final.

## Héliogravure
En héliogravure, procédé d'impression en creux, la forme imprimante est un cylindre métallique, d'assez grandes dimensions, qui est gravé en creux selon une trame fine, les variations de nuances se faisant par profondeur plus ou moins importante des alvéoles qui reçoivent une encre relativement liquide. À l'origine photochimique, la gravure se fait aujourd'hui par laser ou diamant.

## Sérigraphie

Sérigraphie : A. Encre. B. Racloir. C. Dessin à imprimer. D. Écran. E. Cadre. F. Image imprimée.

En sérigraphie, procédé d'impression en pochoir, la forme est un cadre tendu d'un écran textile (à l'origine en soie, d'où le nom de « sérigraphie »), aujourd'hui en matière synthétique, obturé par procédé physico-chimique par un vernis, l'encre passant entre les mailles laissées libres sous l'action d'un racloir.